# Mistrzostwa Polski w kolarstwie przełajowym 1978
Mistrzostwa Polski w kolarstwie przełajowym 1978 odbyły się we Wrzeszczu.

## Wyniki
- Andrzej Mąkowski (Chemik Police)[1]
- Grzegorz Jaroszewski (Żyrardowianka)
- Mieczysław Cielecki (Karolin Jaworzyna Śląska)